# Zapus hudsonius preblei
Chuột nhảy Preble (Danh pháp khoa học: Zapus hudsonius preblei) là một phân loài của loài chuột nhảy đồng cỏ (Zapus hudsonius), là loài đặc hữu của môi trường sống vùng cao ở Colorado và Wyoming thuộc Bắc Mỹ. Nó không hiện diện ở nơi nào khác trên thế giới. Nó được liệt kê là loài bị đe doạ theo Luật Hoa Kỳ vì có nguy cơ tuyệt chủng. Có một cuộc tranh luận lớn về việc đó là một phân loại (taxon) hợp lệ hay không

## Đặc điểm
Chuột nhảy Preble có chiều dài khoảng 9 inch và có thể nhảy bằng bốn chân khi bị đe dọa. Nó thường đi khá chậm. Nó giỏi về việc bơi và leo lên cành cỏ. Nó có chân sau dài và một cái đuôi dài, mảnh mai mà nó sử dụng để giao tiếp bằng cách làm cho tiếng ồn. Nó cũng giao tiếp bằng cách sử dụng những âm thanh đặc trưng. Những con chuột được sinh ra mà không có lông (trần truồng) và sống gần hai năm. Chúng ngủ đông từ giữa tháng 9 năm trước đến đầu tháng 5 năm sau. Nó tự xây dựng tổ rơm mềm. Mùa sinh sản bắt đầu từ tháng 5 đến tháng 10. Chuột nhảy giống như nhím, nó ăn chủ yếu là mầm cây cối, côn trùng, nhện, sên.